# Ларсен, Эдвард
Э́двард Ла́рсен (норв. Edvard Larsen; 27 октября 1881, Кристиания — 10 сентября 1914, Кристиания) — норвежский легкоатлет, бронзовый призёр Олимпийских игр 1908.
На Играх 1908 в Лондоне Ларсен соревновался только в тройном прыжке. С результатом 13,39 м он занял третье место.
На следующей Олимпиаде 1912 в Стокгольме Ларсен снова участвовал в тройном прыжке и занял шестую позицию.
Ларсен также является чемпионом Норвегии в тройном прыжке (1900, 1906, 1908 и 1911) и прыжке в длину (1906 и 1908).